# Hypsiboas tetete
Hypsiboas tetete es una especie de anfibio anuro de la familia Hylidae.

## Distribución geográfica
Esta especie se encuentra entre los 180 y 420 m sobre el nivel del mar en:
- Ecuador en la provincia de Napo;
- Perú en la región de Loreto.[2]

## Descripción
Los 5 especímenes adultos machos observados en la descripción original miden de 31 a 32 mm de longitud estándar y las 2 especímenes adultas hembras observadas en la descripción original miden 45 mm de longitud estándar.

## Etimología
Esta especie lleva el nombre en honor del pueblo Tetete, ahora extinto.

## Publicación original
- Caminer & Ron, 2014: Systematics of treefrogs of the Hypsiboas calcaratus and Hypsiboas fasciatus species complex (Anura, Hylidae) with the description of four new species. ZooKeys, n.º 370, p. 1–68[3]